# OR2S2
OR2S2 (англ. Olfactory receptor family 2 subfamily S member 2 (gene/pseudogene)) – білок, який кодується однойменним геном, розташованим у людей на короткому плечі 9-ї хромосоми. Довжина поліпептидного ланцюга білка становить 319 амінокислот, а молекулярна маса — 35 172.
| 10         |  | 20         |  | 30         |  | 40         |  | 50         |
| ---------- |  | ---------- |  | ---------- |  | ---------- |  | ---------- |
| MEKANETSPV |  | MGFVLLRLSA |  | HPELEKTFFV |  | LILLMYLVIL |  | LGNGVLILVT |
| ILDSRLHTPM |  | YFFLGNLSFL |  | DICFTTSSVP |  | LVLDSFLTPQ |  | ETISFSACAV |
| QMALSFAMAG |  | TECLLLSMMA |  | FDRYVAICNP |  | LRYSVIMSKA |  | AYMPMAASSW |
| AIGGAASVVH |  | TSLAIQLPFC |  | GDNVINHFTC |  | EILAVLKLAC |  | ADISINVISM |
| EVTNVIFLGV |  | PVLFISFSYV |  | FIITTILRIP |  | SAEGRKKVFS |  | TCSAHLTVVI |
| VFYGTLFFMY |  | GKPKSKDSMG |  | ADKEDLSDKL |  | IPLFYGVVTP |  | MLNPIIYSLR |
| NKDVKAAVRR |  | LLRPKGFTQ  |  |            |  |            |  |            |

A: Аланін

C: Цистеїн

D: Аспарагінова кислота

E: Глутамінова кислота

F: Фенілаланін

G: Гліцин

H: Гістидин

I: Ізолейцин

K: Лізин

L: Лейцин

M: Метіонін

N: Аспарагін

P: Пролін

Q: Глутамін

R: Аргінін

S: Серин

T: Треонін

V: Валін

W: Триптофан

Кодований геном білок за функціями належить до рецепторів, g-білокспряжених рецепторів, білків внутрішньоклітинного сигналінгу. 
Локалізований у клітинній мембрані.